# IAME Rastrojero Conosur
La Rastrojero Conosur était une voiture conçue à partir du châssis de la deuxième génération du petit camion pick-up utilitaire Rastrojero 68, lui aussi produit par la société gouvernementale argentine de construction d'avions (et d'autos) IAME - Industrias Aeronáuticas y Mecánicas del Estado - (Industries aéronautiques et mécaniques de l'État).

## Caractéristiques
Basée sur la version à moteur Diesel de ce dernier, cette automobile « quatre-portes » destinée à l'usage exclusif des flottes de taxis fut construite de 1974 à 1979, année où toutes les opérations de l'entreprise furent arrêtées.
La voiture était esthétiquement assez proche du Rastrojero 68 Diesel à double cabine, excepté sa partie arrière. En effet, l'endroit où se trouvait normalement le compartiment cargo arrière possédait un coffre dessiné avec une légère pente, abandonnant les lignes assez anguleuses du modèle original.
La mécanique était strictement identique à celle du pick-up, moteur Diesel Indenor XD 4.88 fabriqué par Borgward sous licence Peugeot-Ricardo dans la version de 60 ch DIN, doté d'une injection indirecte Bosch EP/VA et accouplé à une boîte de vitesses manuelle Borgward à 4 rapports.
Sa production cessa le 22 mai 1979, en-même temps que toute la chaîne de montage et les autres produits Rastrojero. Les modèles ont été commercialisés uniquement auprès les flottes de taxis, même si, de nos jours, quelques exemplaires commencent à être restaurés pour être utilisés comme véhicules privés.